# Karl Pfarre
Karl Friedrich Gottlieb Pfarre (* 26. Oktober 1817 in Debschwitz; † 20. Juli 1879 ebenda) war ein deutscher Essigfabrikant und Politiker.

## Leben
Pfarre war der Sohn von Johann Gottlieb Pfarre und dessen Ehefrau Johanne Christiane Sophie geborene Schulze. Er war evangelisch-lutherischer Konfession und heiratete am 1. Juni 1841 in erster Ehe in Untermhaus Wilhelmine Karoline Schaller (* 5. Oktober 1812 in Untermhaus; † 19. September 1867 in Debschwitz), die Tochter des Seilermeisters Johann Heinrich Schaller in Untermhaus. Nach dem Tod der ersten Ehefrau heiratete er am 16. November 1868 in zweiter Ehe in Dürrenebersdorf Henriette Wilhelmine Kraft verw. Rosenheinrich (29. Oktober 1821 in Oberröppisch).
Pfarre war Handlungsarbeiter in Gera und Einwohner in Debschwitz, wo er später Essigfabrikant wurde. Er war dort seit 1864 auch Bürgermeister. 1878 wurde er mit dem fürstlichen silbernen Verdienstkreuz ausgezeichnet.
Vom 31. Oktober 1871 bis zum 28. August 1874 war er Mitglied im Landtag Reuß jüngerer Linie.